# Tina Costa
Tina Costa (Gemmano, 11 novembre 1925 – Roma, 20 marzo 2019) è stata una partigiana e sindacalista italiana.

## Biografia
Nata a Gemmano in provincia di Rimini da una famiglia antifascista (il padre Matteo era socialista, la madre Tullia e i suoi fratelli erano comunisti), Costa abbraccia sin da giovane la fede politica di famiglia, rifiutandosi di indossare a scuola la divisa di figlia della lupa, cosa che la rese vittima di numerose angherie da parte dei docenti.

### Durante la guerra
Durante la seconda guerra mondiale, Tina Costa prende parte alla Resistenza, iscrivendosi inoltre al Partito Comunista Italiano già durante la guerra d'Etiopia, ed esegue, in numerose occasioni, missioni di staffetta, soprattutto lungo la linea Gotica.
Il 14 agosto 1944, Tina Costa aveva ricevuto il compito di raggiungere tre partigiani, Mario Capelli, Luigi Nicolò e Adelio Pagliarani, al centro di Rimini; tuttavia, Costa fu avvisata in extremis di non recarsi al luogo dell'incontro, raccomandazione che si rivelò provvidenziale, poiché quel giorno i Tre Martiri furono catturati dai nazifascisti, torturati e impiccati due giorni dopo.
Durante la guerra fu arrestata insieme alla madre e uno dei fratelli, venendo condannata all'internamento nel lager di Fossoli. Tuttavia, durante il trasporto, il convoglio fu colto di sorpresa da un bombardamento e lei e la sua famiglia ne approfittarono per fuggire e mettersi in salvo.

### Attivismo
Nel dopoguerra, rimasta iscritta al PCI fino alla sua dissoluzione nel 1991, aderì poi a Rifondazione Comunista, con cui si candidò alle elezioni europee del 1999, senza risultare eletta. 
È stata, inoltre, fino alla morte un membro attivo della CGIL ed esponente del direttivo nazionale dell'Associazione Nazionale Partigiani d'Italia, della cui sezione provinciale romana era anche vicepresidente vicaria.
Nel 1960, trasferitasi da Rimini a Roma, prese parte alle protese contro il governo Tambroni, che godeva del sostegno parlamentare da parte del Movimento Sociale Italiano, evitando poi l'arresto fingendosi una turista.
Nel giugno 2018, è stata sostenitrice e in seguito anche testimonial della manifestazione del gay pride tenutasi quel mese a Roma, schierandosi apertamente contro le dichiarazioni del ministro per le politiche familiari Lorenzo Fontana.

### Morte
È morta a Roma il 20 marzo 2019, all'età di 93 anni, dopo una breve malattia. Cordoglio per la sua morte è stato espresso dal presidente del Lazio Nicola Zingaretti e dalla sindaca di Roma Virginia Raggi.